# Ábelová
Ábelová (prima anche Abelová, Jabelová; in ungherese Ábelfalva, prima del 1907 Abellehota, dopo il 1873 Abelova, in tedesco Abellau o Abelsfeld) è un comune della Slovacchia facente parte del distretto di Lučenec, nella regione di Banská Bystrica.

## Storia
Il villaggio sorse nei prima anni del XIII secolo. Negli antichi documenti storici è menzionato, per la prima volta, nel 1275 (con il nome di Abelfeuld). Appartenne ai signori di Halič e fino al XVI secolo in parte anche alla signoria di Divín.